# Golin (powiat wałecki)
Golin (pol. hist. Gołęża) – wieś w Polsce położona w województwie zachodniopomorskim, w powiecie wałeckim, w gminie Człopa.

## Historia
Miejscowość pierwotnie nazywała się Gołęża i związana była z Wielkopolską. Ma metrykę średniowieczną i istnieje co najmniej od XIII wieku. Wymieniona w 1245 (odpis z XVI w.) pod nazwą Goliaza, 1532 Golyascha, 1545 Golaza, 1550 Golassa, 1556 Goluscha, 1558 Goleza, 1559 Golanicza, Golonza, Golin, 1565 Goløza, 1574 Gollin, 1944 Gollin.
Pierwsze historyczne, archiwalne zapisy na temat wsi budzą wątpliwości historyków. Nazwę miejscowości odnotowano w falsyfikacie datowanym na 1245, którego odpis znaleziono w transsumpcie zatwierdzonym i uzupełnionym o nowe koncesje w 1548 przez króla polskiego Zygmunta I Starego. Według tego zapisu Bolesław Pobożny miał nadać Sędziwojowi z Czarnkowa wsie Białą, Golin i Rozdruzgę wraz z immunitetem ekonomicznym. Z powodu wątpliwości językowych czy powiązanie tego zapisu z Golinem jest prawidłowe zdania historyków na ten temat są podzielone.
Wieś była własnością szlachecką leżącą w dobrach Człopa. W 1532 kasztelan przemęcki Sędziwój Czarnkowski herbu Nałęcz III w podziale z bratem Maciejem otrzymał m.in. dziedzinę Golin wraz z Czarnkowem i Człopą. W 1558 właścicielem wsi był jego syn Wojciech Sędziwój Czarnkowski, który w 1559 oddał nowo zbudowaną wieś Golin i opustoszałe Załomie w lenno Tomaszowi Struczowi ze Stolkenbergu oraz Jakubowi Werbenowi z Wartenbergu zastrzegając sobie równocześnie wolny przejazd przez rzekę Prezę (obecnie Cieszynka). W dokumencie tym jednocześnie zagwarantował swojemu bratu swemu stryjecznemu Piotrowi użytkowanie połowy jezior Płocie oraz Jamno. W 1574 Wojciech Czarnkowski sprzedał połowę swoich dóbr Człopa Wedigerowi von Osten wyłączając z tej transakcji jeziora będące w posiadaniu wspomnianych lenników. W 1581 jako płatnik podatków odnotowana została Jadwiga Czarnkowska wdowa po Wojciechu Sędziwoju. Zapłaciła ona pobór w wysokości 7 groszy od 36 kawałków ról, a także od 8 zagrodników oraz od jednego łana sołeckiego. Miejscowość znajdowała się wówczas w powiecie poznańskim Korony Królestwa Polskiego w parafii Człopa w Rzeczypospolitej Obojga Narodów.
Po rozbiorach Polski miejscowość znalazła się w zaborze pruskim.
W latach 1975–1998 miejscowość administracyjnie należała do województwa pilskiego.